# 유단 (장사양왕)
장사양왕 유단(長沙煬王 劉旦, ? ~ 기원전 48년)은 중국 전한의 제후왕으로, 장사왕이다. 장사날왕 유건덕의 아들이다.
장사날왕 34년(기원전 50년)에 아버지가 죽자 뒤를 이어 장사왕이 됐다. 장사양왕 2년(기원전 48년)에 죽었고, 아들이 없어 봉국이 폐지되었다가 1년 후 아우 유종이 뒤를 이었다.